# Shahobiddin Zoirov
Shahobiddin Zoirov (usbekisch-kyrillisch Шаҳобиддин Зоиров; englisch Shakhobidin Zoirov; * 3. März 1993 in Kogon) ist ein usbekischer Boxer, Olympiasieger 2016 und Weltmeister 2019 im Fliegengewicht (-52 kg).

## Amateurkarriere
Shahobiddin Zoirov nahm an den Weltmeisterschaften 2011 in Aserbaidschan teil, wo er in der dritten Vorrunde gegen Jérémy Beccu ausschied. 2012 schlug er bei einem internationalen Turnier den späteren Europameister Wassili Jegorow und konnte 2013 die World Combat Games in Russland gewinnen. Zudem gewann er nach Finalniederlage gegen Azat Usenaliev, die Silbermedaille bei den Asienmeisterschaften 2013 in Jordanien.
Bei den Asienspielen 2014 in Südkorea gewann er ebenfalls Silber, nachdem er im Finale an Iljas Sülejmenow gescheitert war. Auch die Asienmeisterschaften 2015 in Thailand beendete er auf dem zweiten Platz, als im Finale das Aus gegen Olschas Sattibajew erfolgt war. Bei den Weltmeisterschaften 2015 in Katar unterlag er im Achtelfinale gegen Hu Jianguan.
2016 gewann er die asiatische Olympiaqualifikation in China mit Siegen gegen Mohamed Hamid (3:0), Ryōmei Tanaka (3:0), Azat Usenaliev (3:0) und Hu Jianguan (2:1), womit er sich für die Olympischen Spiele 2016 in Rio de Janeiro qualifizierte. Dort kämpfte er sich gegen Brendan Irvine (3:0), Antonio Vargas (3:0), Elvin Məmişzadə (3:0) und Yoel Finol (3:0) ins Finale vor, wo er Michail Alojan schlug (3:0).
Bei den Weltmeisterschaften 2019 in Jekaterinburg gewann er die Goldmedaille und besiegte dabei unter anderem Rodrigo Marte, Azat Usenaliev, Daniel Assenow, Billal Bennama und Amit Panghal.
2021 gewann er die Asienmeisterschaften in Doha. Er qualifizierte sich bei den asiatisch-ozeanischen Ausscheidungskämpfen zur Teilnahme an den 2021 in Tokio ausgetragenen Olympischen Spielen. Dort besiegte er Batuhan Çiftçi und Daniel Varela, ehe er im Viertelfinale gegen Carlo Paalam ausschied.
Bei den Weltmeisterschaften 2021 in Belgrad schied er frühzeitig gegen Tomoya Tsuboi aus.

## Profikarriere
Sein Profidebüt gewann er am 5. April 2019 in Dubai gegen Anthony Holt durch KO in der ersten Kampfminute. Am 18. Mai 2019 gewann er seinen zweiten Kampf gegen Mishiko Shubitidze durch Technischen KO. Am 12. Juli 2019 gewann er seinen dritten Kampf nach Punkten gegen Sandeep Singh Bhatti.